# 5329 Decaro
5329 Decaro (1989 YP) là một tiểu hành tinh vành đai chính được phát hiện ngày 21 tháng 12 năm 1989 bởi R. H. McNaught ở Siding Spring.